# I Batalion Inżynieryjny 1 Dywizja Strzelców Polskich
1 Batalion  Inżynieryjny 1 DSP (1 binż) – pododdział saperów Armii Polskiej we Francji.

## Historia i tradycje
Batalion inżynieryjny 1 Dywizja Strzelców Polskich powstał 9 listopada 1917 r. w Sillé-le-Guillaume we Francji. Jego stany osobowe składały się z Polaków urodzonych we Francji, żołnierzy Legii Cudzoziemskiej oraz ochotników z państw koalicyjnych. W połowie 1918 r. skierowano go na front, gdzie w bitwie pod Saint Hilaire le Grende stoczył pierwszą walkę z Niemcami.

## Dowódcy batalionu
- ppłk Wysocki
- kpt. Czesław Pawłowski (od 15 IV 1919)